# Баранов, Анатолий (легкоатлет)
Анатолий Баранов (род. 2 февраля 1940, Буреги, Ленинградская область) — советский литовский легкоатлет, специалист по бегу на длинные дистанции и марафону. Выступал на всесоюзном уровне в 1960-х и 1970-х годах, многократный победитель всесоюзных и республиканских первенств, действующий рекордсмен Литвы в беге на 30 км, участник летних Олимпийских игр в Мюнхене. Представлял Вильнюс и спортивное общество «Динамо».

## Биография
Анатолий Баранов родился 4 февраля 1940 года в деревне Буреги Старорусского района Ленинградской области.
Занимался лёгкой атлетикой в Вильнюсе, состоял в добровольном спортивном обществе «Динамо».
Впервые заявил о себе на взрослом всесоюзном уровне в сезоне 1964 года, когда занял 13-е место в беге на 10 000 метров на чемпионате СССР в Киеве.
В 1966 году выиграл пробег Пушкин — Ленинград.
В 1967 году был четвёртым в дисциплине 10 000 метров на Мемориале братьев Знаменских в Москве, с результатом 2:25:22 был восьмым в марафоне на чемпионате страны в рамках IV летней Спартакиады народов СССР в Москве, одержал победу на марафоне в Гюмри (2:20:18).
В 1968 году занял 11-е место на марафоне в Карл-Маркс-Штадте (2:20:03).
В 1969 году выиграл бронзовую медаль на чемпионате СССР по марафону в Ногинске (2:23:20), вновь был лучшим на пробеге Пушкин — Ленинград, на соревнованиях в Юрбаркасе стал чемпионом Литовской ССР по марафону (2:29:39).
На Мемориале братьев Знаменских 1970 года в Киеве занял 11-е место в беге на 10 000 метров, победил в марафоне на чемпионате Литовской ССР в Клайпеде (2:25:10).
В 1971 году в Смалининкае в третий раз подряд стал чемпионом Литвы в зачёте марафона (2:22:36), взял бронзу в марафоне на чемпионате страны в рамках V летней Спартакиады народов СССР в Москве (2:19:26), финишировал двадцатым в марафоне на чемпионате Европы в Хельсинки (2:22:16).
В 1972 году занял 14-е место на марафоне в Карл-Маркс-Штадте (2:21:28), стал пятым в беге на 10 000 метров на Мемориале братьев Знаменских в Москве, победил на чемпионате СССР по марафону в Новгороде (2:14:19). Благодаря череде удачных выступлений удостоился права защищать честь страны на летних Олимпийских играх в Мюнхене — в программе марафона показал результат 2:20:10, расположившись в итоговом протоколе соревнований на 15-й строке.
После мюнхенской Олимпиады Баранов оставался действующим спортсменом ещё в течение одного олимпийского цикла и продолжал принимать участие в различных забегах на шоссе. Так, в 1973 году он снова стартовал на марафоне в Карл-Маркс-Штадте, но на сей раз сошёл с дистанции.
В 1974 году финишировал девятым на чемпионате СССР по марафону в Клайпеде (2:19:52).
В 1975 году с личным рекордом 2:15:16 стал третьим на чемпионате Украинской ССР в Ужгороде.
В 1976 году победил на чемпионате Литовской ССР в Юрбаркасе (2:23:56).
Впоследствии работал тренером по лёгкой атлетике.